# Капиџија
Капиџија је насељено место града Крушевца у Расинском округу. Према попису из 2022. било је 1361 становника (према попису из 1991. било је 1560 становника).

## Демографија
У насељу Капиџија живи 1215 пунолетних становника, а просечна старост становништва износи 39,9 година (38,1 код мушкараца и 41,7 код жена). У насељу има 445 домаћинстава, а просечан број чланова по домаћинству је 3,34.
Ово насеље је великим делом насељено Србима (према попису из 2002. године).
|  |

| Демографија | Демографија | Демографија |
| Година      | Становника  | Становника  |
| ----------- | ----------- | ----------- |
| 1948.       | 335         |             |
| 1953.       | 640         |             |
| 1961.       | 802         |             |
| 1971.       | 1.141       |             |
| 1981.       | 1.423       |             |
| 1991.       | 1.560       | 1.523       |
| 2002.       | 1.485       | 1.533       |

| Етнички састав према попису из 2002.‍ | Етнички састав према попису из 2002.‍ | Етнички састав према попису из 2002.‍ | Етнички састав према попису из 2002.‍ | Етнички састав према попису из 2002.‍ |
| ------------------------------------ | ------------------------------------ | ------------------------------------ | ------------------------------------ | ------------------------------------ |
|                                      |                                      |                                      |                                      |                                      |
| Срби                                 | Срби                                 |                                      | 1.448                                | 97,50%                               |
| Роми                                 | Роми                                 |                                      | 7                                    | 0,47%                                |
| Црногорци                            | Црногорци                            |                                      | 6                                    | 0,40%                                |
| Југословени                          | Југословени                          |                                      | 6                                    | 0,40%                                |
| Хрвати                               | Хрвати                               |                                      | 3                                    | 0,20%                                |
| Македонци                            | Македонци                            |                                      | 3                                    | 0,20%                                |
| Бугари                               | Бугари                               |                                      | 1                                    | 0,06%                                |
| непознато                            | непознато                            |                                      | 2                                    | 0,13%                                |

| Година пописа     | 1948. | 1953. | 1961. | 1971. | 1981. | 1991. | 2002. |
| ----------------- | ----- | ----- | ----- | ----- | ----- | ----- | ----- |
| Број домаћинстава | 81    | 162   | 216   | 310   | 382   | 454   | 445   |

| Број чланова      | 1  | 2  | 3  | 4   | 5  | 6  | 7  | 8 | 9 | 10 и више | Просек |
| ----------------- | -- | -- | -- | --- | -- | -- | -- | - | - | --------- | ------ |
| Број домаћинстава | 72 | 94 | 71 | 113 | 40 | 36 | 12 | 4 | 2 | 1         | 3,34   |

| Пол    | Укупно | Неожењен/Неудата | Ожењен/Удата | Удовац/Удовица | Разведен/Разведена | Непознато |
| ------ | ------ | ---------------- | ------------ | -------------- | ------------------ | --------- |
| Мушки  | 622    | 187              | 398          | 21             | 16                 | 0         |
| Женски | 649    | 115              | 409          | 100            | 25                 | 0         |
| УКУПНО | 1.271  | 302              | 807          | 121            | 41                 | 0         |

| Пол    | Укупно                    | Пољопривреда, лов и шумарство | Рибарство                            | Вађење руде и камена | Прерађивачка индустрија       |
| ------ | ------------------------- | ----------------------------- | ------------------------------------ | -------------------- | ----------------------------- |
| Мушки  | 286                       | 8                             | 0                                    | 1                    | 155                           |
| Женски | 209                       | 7                             | 0                                    | 0                    | 107                           |
| УКУПНО | 495                       | 15                            | 0                                    | 1                    | 262                           |
| Пол    | Производња и снабдевање   | Грађевинарство                | Трговина                             | Хотели и ресторани   | Саобраћај, складиштење и везе |
| Мушки  | 10                        | 13                            | 50                                   | 2                    | 16                            |
| Женски | 1                         | 2                             | 31                                   | 2                    | 9                             |
| УКУПНО | 11                        | 15                            | 81                                   | 4                    | 25                            |
| Пол    | Финансијско посредовање   | Некретнине                    | Државна управа и одбрана             | Образовање           | Здравствени и социјални рад   |
| Мушки  | 2                         | 1                             | 9                                    | 5                    | 7                             |
| Женски | 3                         | 3                             | 7                                    | 9                    | 22                            |
| УКУПНО | 5                         | 4                             | 16                                   | 14                   | 29                            |
| Пол    | Остале услужне активности | Приватна домаћинства          | Екстериторијалне организације и тела | Непознато            | Непознато                     |
| Мушки  | 3                         | 0                             | 0                                    | 4                    | 4                             |
| Женски | 6                         | 0                             | 0                                    | 0                    | 0                             |
| УКУПНО | 9                         | 0                             | 0                                    | 4                    | 4                             |